# Stazione di Azamino
La stazione di Azamino (あざみ野駅?, Azamino-eki) è una stazione ferroviaria di interscambio situata nel quartiere di Aoba-ku, a Yokohama, città giapponese della prefettura di Kanagawa. Presso Azamino passano la linea Tōkyū Den-en-toshi della Tōkyū Corporation e la linea blu della metropolitana di Yokohama, che qui ha il suo capolinea settentrionale.

## Linee

### Treni
Tōkyū Corporation
● Linea Tōkyū Den-en-toshi

### Metropolitane
Metropolitana di Yokohama
 Linea blu

## Struttura

### Stazione Tōkyū
La stazione, realizzata su viadotto, possiede due marciapiedi laterali con un totale di due binari passanti situati al secondo piano, mentre al primo è presente il mezzanino, con i tornelli di accesso e diversi servizi.
| 1 | ● Linea Tōkyū Den-en-toshi |  | per Nagatsuta e Chūō-Rinkan                                                                     |
| 2 | ● Linea Tōkyū Den-en-toshi |  | per Futako-Tamagawa, Shibuya e, via linea Hanzōmon, Oshiage e, via linea Tōbu Isesaki, Kasukabe |

### Stazione della metropolitana
La linea Blu della metropolitana di Yokohama termina ad Azamino, ed è presente una banchina centrale a isola con due binari sotterranei.
| 1-2 | Linea blu |  | per Shin-Yokohama, Yokohama, Sakuragichō e Shōnandai |

## Stazioni adiacenti
| «                         | Servizio                 | »                        |
| Linea Tōkyū Den-en-toshi  | Linea Tōkyū Den-en-toshi | Linea Tōkyū Den-en-toshi |
| ------------------------- | ------------------------ | ------------------------ |
| Tama-Plaza                | Locale                   | Eda                      |
| Tama-Plaza                | Semirapido Rapido        | Aobadai                  |
| Linea Blu (metropolitana) |                          |                          |
| Nakagawa                  | Locale Rapido            | Capolinea                |